# Selección femenina de fútbol sub-20 de Guatemala
La selección de fútbol  femenino sub-20 de Guatemala representa a Guatemala en las competiciones internacionales de fútbol femenino en la categoría.  Su organización está a cargo de la Federación Nacional de Fútbol de Guatemala perteneciente a la CONCACAF.

## Estadísticas

### Copa Mundial Femenina de Fútbol Sub-20
| Año   | Ronda        | Posición     | PJ           | PG           | PE           | PP           | GF           | GC           |             |
| ----- | ------------ | ------------ | ------------ | ------------ | ------------ | ------------ | ------------ | ------------ | ----------- |
| 2002  | No clasificó | No clasificó | No clasificó | No clasificó | No clasificó | No clasificó | No clasificó | No clasificó |             |
| 2004  | No clasificó | No clasificó | No clasificó | No clasificó | No clasificó | No clasificó | No clasificó | No clasificó |             |
| 2006  | No clasificó | No clasificó | No clasificó | No clasificó | No clasificó | No clasificó | No clasificó | No clasificó |             |
| 2008  | No clasificó | No clasificó | No clasificó | No clasificó | No clasificó | No clasificó | No clasificó | No clasificó |             |
| 2010  | No clasificó | No clasificó | No clasificó | No clasificó | No clasificó | No clasificó | No clasificó | No clasificó |             |
| 2012  | No clasificó | No clasificó | No clasificó | No clasificó | No clasificó | No clasificó | No clasificó | No clasificó |             |
| 2014  | No clasificó | No clasificó | No clasificó | No clasificó | No clasificó | No clasificó | No clasificó | No clasificó |             |
| 2016  | No clasificó | No clasificó | No clasificó | No clasificó | No clasificó | No clasificó | No clasificó | No clasificó |             |
| 2018  | No clasificó | No clasificó | No clasificó | No clasificó | No clasificó | No clasificó | No clasificó | No clasificó |             |
| 2022  | No clasificó | No clasificó | No clasificó | No clasificó | No clasificó | No clasificó | No clasificó | No clasificó |             |
| 2024  | No clasificó | No clasificó | No clasificó | No clasificó | No clasificó | No clasificó | No clasificó | No clasificó |             |
| 2026  | Por definir  | Por definir  | Por definir  | Por definir  | Por definir  | Por definir  | Por definir  | Por definir  | Por definir |
| TOTAL | 0/11         | 0°           | 0            | 0            | 0            | 0            | 0            | 0            |             |

### Campeonato Femenino Sub-20 de la Concacaf
| Campeonato Femenino Sub-20 de la Concacaf. | Campeonato Femenino Sub-20 de la Concacaf. | Campeonato Femenino Sub-20 de la Concacaf. | Campeonato Femenino Sub-20 de la Concacaf. | Campeonato Femenino Sub-20 de la Concacaf. | Campeonato Femenino Sub-20 de la Concacaf. | Campeonato Femenino Sub-20 de la Concacaf. | Campeonato Femenino Sub-20 de la Concacaf. |
| Año                                        | Resultado                                  | J                                          | G                                          | E                                          | P                                          | GF                                         | GC                                         |
| ------------------------------------------ | ------------------------------------------ | ------------------------------------------ | ------------------------------------------ | ------------------------------------------ | ------------------------------------------ | ------------------------------------------ | ------------------------------------------ |
| 2002                                       | No clasificó                               | No clasificó                               | No clasificó                               | No clasificó                               | No clasificó                               | No clasificó                               | No clasificó                               |
| 2004                                       | Excluido                                   | Excluido                                   | Excluido                                   | Excluido                                   | Excluido                                   | Excluido                                   | Excluido                                   |
| 2006                                       | No clasificó                               | No clasificó                               | No clasificó                               | No clasificó                               | No clasificó                               | No clasificó                               | No clasificó                               |
| 2008                                       | No clasificó                               | No clasificó                               | No clasificó                               | No clasificó                               | No clasificó                               | No clasificó                               | No clasificó                               |
| 2010                                       | 5º                                         | 3                                          | 1                                          | 0                                          | 2                                          | 3                                          | 7                                          |
| 2012                                       | 5º                                         | 3                                          | 1                                          | 0                                          | 2                                          | 6                                          | 11                                         |
| 2014                                       | 7º                                         | 3                                          | 0                                          | 1                                          | 2                                          | 1                                          | 15                                         |
| 2015                                       | No clasificó                               | No clasificó                               | No clasificó                               | No clasificó                               | No clasificó                               | No clasificó                               | No clasificó                               |
| 2018                                       | Excluido                                   | Excluido                                   | Excluido                                   | Excluido                                   | Excluido                                   | Excluido                                   | Excluido                                   |
| 2020                                       | 17º                                        | 3                                          | 0                                          | 2                                          | 1                                          | 4                                          | 5                                          |
| 2022                                       | 5º                                         | 5                                          | 3                                          | 1                                          | 1                                          | 7                                          | 6                                          |
| 2023                                       | No clasificó                               | No clasificó                               | No clasificó                               | No clasificó                               | No clasificó                               | No clasificó                               | No clasificó                               |
| Total                                      | 5/12                                       | 17                                         | 5                                          | 4                                          | 8                                          | 21                                         | 44                                         |

## Jugadoras
| Pos | Nombre                | Equipo                  |
| --- | --------------------- | ----------------------- |
| POR | Andrea Quiñónez       | Antigua GFCF            |
| POR | Michelle Carlos       | Antigua GFCF            |
| DEF | Juliana Reynoso       | Heredia                 |
| DEF | Ariadna Olayo         | Antigua GFC             |
| DEF | Jemery Myvett         | UNIFUT                  |
| DEF | Wendy Chamalé         | Comunicaciones          |
| DEF | Ruth Dubin            | Seattle United          |
| DEF | Melany Guerra         | Muniguate               |
| MED | Paula Amaya           | UNIFUT                  |
| MED | Ximena Godoy          | Antigua GFCF            |
| MED | Rossmary Xep          | Comunicaciones          |
| MED | Sara Soto             | UNIFUT                  |
| MED | Dina Polanco          | Andrews Osborne Academy |
| MED | Waleska Franco        | CSD Municipal           |
| DEL | Kenya Vargas          | Antigua GFCF            |
| DEL | Betzael Contreras     | Colorado Rapids Women   |
| DEL | Stephanie Arrivillaga | UNIFUT                  |
| DEL | Karen González        | K'iché'                 |
| DEL | Briana Valenzuela     | CSD Municipal           |
| DEL | Flor de María Perla   | CSD Municipal           |
| DEL | Sophia di Gerlando    | Elite Development       |
| DT  | Gloria Aguilar        | Gloria Aguilar          |